# Liste des chapelles de Meurthe-et-Moselle
 (novembre 2024).
 (novembre 2024).
La liste des chapelles de Meurthe-et-Moselle présente les chapelles de culte catholique situées sur le territoire des communes du départements français de Meurthe-et-Moselle.
Il est fait état des diverses protections dont elles peuvent bénéficier, et notamment les inscriptions et classements au titre des monuments historiques.
Toutes sont situées dans le diocèse de Nancy-Toul.

## Liste
| Chapelle                                                                                              | Commune                   | Adresse | Coordonnées                      | Notice         | Protection                                   | Date | Illustration                                                                                          |
| --- | ------------------------- | ------- | -------------------------------- | -------------- | -------------------------------------------- | ---- | --- |
| Chapelle Notre-Dame-des-Gouttes d'Housselmont                                                         | Allamps                   |         | 48° 32′ 27″ nord, 5° 49′ 34″ est |                |                                              |      | Chapelle Notre-Dame-des-Gouttes d'Housselmont                                                         |
| Chapelle-ermitage de Sainte-Reine                                                                     | Allondrelle-la-Malmaison  |         | 49° 30′ 20″ nord, 5° 34′ 05″ est | « PA54000056 » | Inscrit MH                                   | 2002 | Chapelle-ermitage de Sainte-Reine                                                                     |
| Chapelle de l'Ange-Gardien d'Allondrelle-la-Malmaison                                                 | Allondrelle-la-Malmaison  |         | 49° 31′ 01″ nord, 5° 34′ 44″ est |                |                                              |      | Chapelle de l'Ange-Gardien d'Allondrelle-la-Malmaison                                                 |
| Chapelle Sainte-Agathe d'Ancerviller                                                                  | Ancerviller               |         | 48° 30′ 46″ nord, 6° 51′ 44″ est |                |                                              |      | Chapelle Sainte-Agathe d'Ancerviller                                                                  |
| Chapelle du col de la Chapelotte d'Angomont                                                           | Angomont                  |         | 48° 29′ 02″ nord, 6° 57′ 24″ est |                |                                              |      | Chapelle du col de la Chapelotte d'Angomont                                                           |
| Chapelle de l'hôpital allemand de 1914-18 d'Angomont                                                  | Angomont                  |         | à géolocaliser                   |                |                                              |      | Image manquante Téléverser                                                                            |
| Chapelle Sainte-Barbe d'Anoux                                                                         | Anoux                     |         | 49° 16′ 39″ nord, 5° 52′ 33″ est | « IA00035246 » |                                              |      | Chapelle Sainte-Barbe d'Anoux                                                                         |
| Chapelle Saint-Saumont d'Anoux                                                                        | Anoux                     |         | 49° 15′ 55″ nord, 5° 53′ 22″ est |                |                                              |      | Chapelle Saint-Saumont d'Anoux                                                                        |
| Chapelle Notre-Dame-du-Mont-Carmel d'Arnaville                                                        | Arnaville                 |         | 49° 00′ 43″ nord, 6° 01′ 30″ est |                |                                              |      | Chapelle Notre-Dame-du-Mont-Carmel d'Arnaville                                                        |
| Chapelle Notre-Dame-de-Pitié d'Arracourt                                                              | Arracourt                 |         | 48° 43′ 21″ nord, 6° 31′ 48″ est |                |                                              |      | Chapelle Notre-Dame-de-Pitié d'Arracourt                                                              |
| Chapelle Saint-Pierre d'Han                                                                           | Arraye-et-Han             |         | 48° 49′ 57″ nord, 6° 19′ 41″ est |                |                                              |      | Chapelle Saint-Pierre d'Han                                                                           |
| Chapelle de la Chartreuse de Bosserville                                                              | Art-sur-Meurthe           |         | 48° 39′ 48″ nord, 6° 14′ 43″ est |                |                                              |      | Image manquante Téléverser                                                                            |
| Chapelle du château d'Art-sur-Meurthe                                                                 | Art-sur-Meurthe           |         | 48° 39′ 27″ nord, 6° 15′ 56″ est |                |                                              |      | Chapelle du château d'Art-sur-Meurthe                                                                 |
| Chapelle du séminaire de Bosserville                                                                  | Art-sur-Meurthe           |         | à géolocaliser                   |                |                                              |      | Chapelle du séminaire de Bosserville                                                                  |
| Chapelle Notre-Dame d'Azerailles                                                                      | Azerailles                |         | 48° 29′ 18″ nord, 6° 41′ 41″ est |                |                                              |      | Chapelle Notre-Dame d'Azerailles                                                                      |
| Chapelle Notre-Dame de Humbépaire                                                                     | Baccarat                  |         | 48° 26′ 41″ nord, 6° 44′ 50″ est |                |                                              |      | Chapelle Notre-Dame de Humbépaire                                                                     |
| Chapelle Notre-Dame-de-la-Délivrance de Baccarat                                                      | Baccarat                  |         | 48° 26′ 55″ nord, 6° 44′ 04″ est |                |                                              |      | Chapelle Notre-Dame-de-la-Délivrance de Baccarat                                                      |
| Chapelle Saint-Christophe du prieuré de Hameau de Saint-Christophe                                    | Baccarat                  |         | 48° 26′ 36″ nord, 6° 43′ 56″ est |                |                                              |      | Image manquante Téléverser                                                                            |
| Chapelle Sainte-Anne de Baccarat                                                                      | Baccarat                  |         | à géolocaliser                   |                |                                              |      | Chapelle Sainte-Anne de Baccarat                                                                      |
| Chapelle Notre-Dame-de-Bonté de Baslieux                                                              | Baslieux                  |         | 49° 26′ 03″ nord, 5° 45′ 39″ est | « IA00048820 » |                                              |      | Chapelle Notre-Dame-de-Bonté de Baslieux                                                              |
| Chapelle désaffectée du Paradis                                                                       | Batilly                   |         | à géolocaliser                   |                |                                              |      | Chapelle désaffectée du Paradis                                                                       |
| Chapelle de la résidence Saint-Charles de Bayon                                                       | Bayon                     |         | à géolocaliser                   |                |                                              |      | Image manquante Téléverser                                                                            |
| Chapelle Sainte-Catherine de Saussenssrupt                                                            | Bertrambois               |         | 48° 34′ 13″ nord, 7° 01′ 02″ est |                |                                              |      | Image manquante Téléverser                                                                            |
| Chapelle Saint-Jean de Bertrichamps                                                                   | Bertrichamps              |         | 48° 25′ 37″ nord, 6° 48′ 29″ est |                |                                              |      | Chapelle Saint-Jean de Bertrichamps                                                                   |
| Chapelle Rachon de Beuveille                                                                          | Beuveille                 |         | à géolocaliser                   |                |                                              |      | Chapelle Rachon de Beuveille                                                                          |
| Chapelle Notre-Dame de Gare-le-Col                                                                    | Bicqueley                 |         | 48° 39′ 01″ nord, 5° 53′ 29″ est |                |                                              |      | Chapelle Notre-Dame de Gare-le-Col                                                                    |
| Chapelle des Colins                                                                                   | Bionville                 |         | 48° 28′ 43″ nord, 6° 58′ 24″ est |                |                                              |      | Image manquante Téléverser                                                                            |
| Chapelle de la famille Lambert-Goeury                                                                 | Blâmont                   |         | à géolocaliser                   |                |                                              |      | Chapelle de la famille Lambert-Goeury                                                                 |
| Chapelle du cimetière militaire allemand de Bois de Chazaux                                           | Bouvron                   |         | 48° 45′ 19″ nord, 5° 54′ 28″ est |                |                                              |      | Chapelle du cimetière militaire allemand de Bois de Chazaux                                           |
| Chapelle de Blanzey                                                                                   | Bouxières-aux-Chênes      |         | 48° 45′ 42″ nord, 6° 14′ 50″ est | « PA00106002 » | Inscrit MH Le chœur, l'abside et la crypte   | 1927 | Chapelle de Blanzey                                                                                   |
| Chapelle Saint-Étienne d'Écuelle                                                                      | Bouxières-aux-Chênes      |         | 48° 46′ 38″ nord, 6° 16′ 08″ est |                |                                              |      | Chapelle Saint-Étienne d'Écuelle                                                                      |
| Chapelle Saint-Antoine de Bouxières-aux-Dames                                                         | Bouxières-aux-Dames       |         | 48° 45′ 21″ nord, 6° 09′ 51″ est |                |                                              |      | Chapelle Saint-Antoine de Bouxières-aux-Dames                                                         |
| Chapelle Saint-Gauzelin de Bouxières-aux-Dames                                                        | Bouxières-aux-Dames       |         | 48° 45′ 15″ nord, 6° 10′ 08″ est |                |                                              |      | Chapelle Saint-Gauzelin de Bouxières-aux-Dames                                                        |
| Chapelle Notre-Dame du Froidmont                                                                      | Bouxières-sous-Froidmont  |         | 48° 57′ 25″ nord, 6° 04′ 41″ est |                |                                              |      | Chapelle Notre-Dame du Froidmont                                                                      |
| Chapelle Notre-Dame-de-Pitié de Bouzanville                                                           | Bouzanville               |         | 48° 22′ 22″ nord, 6° 05′ 52″ est |                |                                              |      | Image manquante Téléverser                                                                            |
| Chapelle Saint-Nicolas de Porcher                                                                     | Brainville                |         | 49° 07′ 27″ nord, 5° 48′ 51″ est |                |                                              |      | Chapelle Saint-Nicolas de Porcher                                                                     |
| Chapelle du cimetière de Briey                                                                        | Briey                     |         | 49° 15′ 10″ nord, 5° 56′ 08″ est |                |                                              |      | Chapelle du cimetière de Briey                                                                        |
| Chapelle du lycée et collège de l'Assomption de Briey                                                 | Briey                     |         | à géolocaliser                   |                |                                              |      | Image manquante Téléverser                                                                            |
| Chapelle Saint-Antoine de Briey                                                                       | Briey                     |         | 49° 14′ 42″ nord, 5° 56′ 19″ est |                |                                              |      | Chapelle Saint-Antoine de Briey                                                                       |
| Chapelle Saint-Martin de Bruley                                                                       | Bruley                    |         | 48° 42′ 20″ nord, 5° 50′ 51″ est | « PA00106005 » | Inscrit MH                                   | 1984 | Chapelle Saint-Martin de Bruley                                                                       |
| Chapelle du Rosaire de Bruley                                                                         | Bruley                    |         | 48° 42′ 20″ nord, 5° 50′ 53″ est | « PA54000068 » | Inscrit MH                                   | 2005 | Chapelle du Rosaire de Bruley                                                                         |
| Chapelle Notre-Dame du Bois de Froide Terre                                                           | Cerville                  |         | 48° 41′ 55″ nord, 6° 20′ 14″ est |                |                                              |      | Image manquante Téléverser                                                                            |
| Chapelle Notre-Dame-des-Mineurs de Chaligny                                                           | Chaligny                  |         | 48° 37′ 12″ nord, 6° 05′ 22″ est |                |                                              |      | Chapelle Notre-Dame-des-Mineurs de Chaligny                                                           |
| Chapelle Notre-Dame-de-Sion de Villars                                                                | Chaouilley                |         | 48° 27′ 00″ nord, 6° 03′ 35″ est | « IA54001087 » |                                              |      | Chapelle Notre-Dame-de-Sion de Villars                                                                |
| Chapelle Saint-Cuny de Vézin                                                                          | Charency-Vezin            |         | 49° 28′ 46″ nord, 5° 30′ 31″ est |                |                                              |      | Chapelle Saint-Cuny de Vézin                                                                          |
| Chapelle de Grandseille                                                                               | Chazelles-sur-Albe        |         | 48° 35′ 31″ nord, 6° 47′ 42″ est |                |                                              |      | Chapelle de Grandseille                                                                               |
| Chapelle Notre-Dame-de-Pitié de Cirey-sur-Vezouze                                                     | Cirey-sur-Vezouze         |         | à géolocaliser                   |                |                                              |      | Image manquante Téléverser                                                                            |
| Chapelle du Calvaire de Clérey-sur-Brenon                                                             | Clérey-sur-Brenon         |         | 48° 30′ 28″ nord, 6° 08′ 15″ est |                |                                              |      | Image manquante Téléverser                                                                            |
| Chapelle Saint-Gilles de Colmey                                                                       | Colmey                    |         | 49° 27′ 20″ nord, 5° 33′ 39″ est |                |                                              |      | Chapelle Saint-Gilles de Colmey                                                                       |
| Chapelle Saint-Hubert de Flabeuville                                                                  | Colmey                    |         | 49° 27′ 48″ nord, 5° 32′ 19″ est |                |                                              |      | Chapelle Saint-Hubert de Flabeuville                                                                  |
| Chapelle Saint-Clément de Romain                                                                      | Cosnes-et-Romain          |         | à géolocaliser                   |                |                                              |      | Chapelle Saint-Clément de Romain                                                                      |
| Chapelle Saint-Lambert de Crépey                                                                      | Crépey                    |         | à géolocaliser                   |                |                                              |      | Image manquante Téléverser                                                                            |
| Ancienne chapelle Notre-Dame-de-la-Pitié de Crévic                                                    | Crévic                    |         | à géolocaliser                   |                |                                              |      | Ancienne chapelle Notre-Dame-de-la-Pitié de Crévic                                                    |
| Chapelle Notre-Dame-de-la-Pitié de Crévic                                                             | Crévic                    |         | à géolocaliser                   |                |                                              |      | Chapelle Notre-Dame-de-la-Pitié de Crévic                                                             |
| Chapelle de l'Assomption de Cutry                                                                     | Cutry                     |         | 49° 29′ 03″ nord, 5° 44′ 45″ est |                |                                              |      | Chapelle de l'Assomption de Cutry                                                                     |
| Chapelle du cimetière de Deneuvre                                                                     | Deneuvre                  |         | 48° 26′ 30″ nord, 6° 44′ 11″ est |                |                                              |      | Chapelle du cimetière de Deneuvre                                                                     |
| Chapelle Notre-Dame-des-Airs de Dieulouard                                                            | Dieulouard                |         | 48° 51′ 02″ nord, 6° 04′ 15″ est |                |                                              |      | Chapelle Notre-Dame-des-Airs de Dieulouard                                                            |
| Chapelle Saint-Jean de Cotance de Dolcourt                                                            | Dolcourt                  |         | 48° 29′ 22″ nord, 5° 58′ 16″ est |                |                                              |      | Image manquante Téléverser                                                                            |
| Chapelle de la maison de retraite Saint-Charles de Dombasle-sur-Meurthe                               | Dombasle-sur-Meurthe      |         | 48° 37′ 41″ nord, 6° 20′ 56″ est |                |                                              |      | Chapelle de la maison de retraite Saint-Charles de Dombasle-sur-Meurthe                               |
| Chapelle Notre-Dame-de-Grâce de Dombasle-sur-Meurthe                                                  | Dombasle-sur-Meurthe      |         | 48° 37′ 56″ nord, 6° 21′ 27″ est |                |                                              |      | Chapelle Notre-Dame-de-Grâce de Dombasle-sur-Meurthe                                                  |
| Chapelle Sainte-Rita du Transval                                                                      | Dombasle-sur-Meurthe      |         | 48° 36′ 53″ nord, 6° 21′ 08″ est |                |                                              |      | Chapelle Sainte-Rita du Transval                                                                      |
| Chapelle Saint-Maurice de Domgermain                                                                  | Domgermain                |         | 48° 38′ 55″ nord, 5° 49′ 50″ est | « PA54000084 » | Inscrit MH                                   | 2015 | Chapelle Saint-Maurice de Domgermain                                                                  |
| Chapelle Notre-Dame-de-la-Bonne-Fontaine de Domjevin                                                  | Domjevin                  |         | 48° 34′ 38″ nord, 6° 40′ 35″ est |                |                                              |      | Chapelle Notre-Dame-de-la-Bonne-Fontaine de Domjevin                                                  |
| Chapelle Notre-Dame-de-la-Salette de Doncourt-lès-Longuyon                                            | Doncourt-lès-Longuyon     |         | à géolocaliser                   |                |                                              |      | Chapelle Notre-Dame-de-la-Salette de Doncourt-lès-Longuyon                                            |
| Chapelle Sainte-Colombe d'Essey-la-Côte                                                               | Essey-la-Côte             |         | 48° 25′ 35″ nord, 6° 27′ 53″ est |                |                                              |      | Chapelle Sainte-Colombe d'Essey-la-Côte                                                               |
| Chapelle du château de Faulx                                                                          | Faulx                     |         | 48° 47′ 34″ nord, 6° 12′ 14″ est |                |                                              |      | Chapelle du château de Faulx                                                                          |
| Chapelle de Favières                                                                                  | Favières                  |         | à géolocaliser                   |                |                                              |      | Image manquante Téléverser                                                                            |
| Chapelle du Bon-Père de Fenneviller                                                                   | Fenneviller               |         | à géolocaliser                   |                |                                              |      | Chapelle du Bon-Père de Fenneviller                                                                   |
| Chapelle du Chani de Fillières                                                                        | Fillières                 |         | 49° 24′ 11″ nord, 5° 50′ 38″ est | « IA00048863 » |                                              |      | Chapelle du Chani de Fillières                                                                        |
| Chapelle de l'ancien couvent de Fillières                                                             | Fillières                 |         | à géolocaliser                   |                |                                              |      | Chapelle de l'ancien couvent de Fillières                                                             |
| Chapelle Notre-Dame de Mervaville de Ménil-Flin                                                       | Flin                      |         | 48° 30′ 10″ nord, 6° 39′ 36″ est |                |                                              |      | Chapelle Notre-Dame de Mervaville de Ménil-Flin                                                       |
| Chapelle de l'Orée du Bois                                                                            | Fléville-devant-Nancy     |         | 48° 38′ 31″ nord, 6° 12′ 19″ est |                |                                              |      | Chapelle de l'Orée du Bois                                                                            |
| Chapelle Saint-Pierre de Fontenoy-la-Joûte                                                            | Fontenoy-la-Joûte         |         | 48° 27′ 33″ nord, 6° 39′ 32″ est | « PA00106032 » | Inscrit MH                                   | 1939 | Chapelle Saint-Pierre de Fontenoy-la-Joûte                                                            |
| Chapelle Notre-Dame-du-Luxembourg de Fresnois-la-Montagne                                             | Fresnois-la-Montagne      |         | à géolocaliser                   |                |                                              |      | Chapelle Notre-Dame-du-Luxembourg de Fresnois-la-Montagne                                             |
| Chapelle de la Hayotte de Friauville                                                                  | Friauville                |         | à géolocaliser                   |                |                                              |      | Chapelle de la Hayotte de Friauville                                                                  |
| Chapelle Sainte-Anne de Frouard                                                                       | Frouard                   |         | 48° 45′ 17″ nord, 6° 08′ 27″ est |                |                                              |      | Chapelle Sainte-Anne de Frouard                                                                       |
| Chapelle Notre-Dame-de-Pitié de Fécocourt                                                             | Fécocourt                 |         | à géolocaliser                   |                |                                              |      | Image manquante Téléverser                                                                            |
| Chapelle palatine de Gerbéviller                                                                      | Gerbéviller               |         | 48° 29′ 47″ nord, 6° 30′ 34″ est | « PA00106039 » | Classé MH                                    | 2012 | Chapelle palatine de Gerbéviller                                                                      |
| Chapelle Saint-Pierre de Gerbéviller                                                                  | Gerbéviller               |         | à géolocaliser                   |                |                                              |      | Chapelle Saint-Pierre de Gerbéviller                                                                  |
| Chapelle de la maison de retraite Sœur-Julie de Gerbéviller                                           | Gerbéviller               |         | à géolocaliser                   |                |                                              |      | Chapelle de la maison de retraite Sœur-Julie de Gerbéviller                                           |
| Chapelle Notre-Dame-de-Grandrupt                                                                      | Gerbéviller               |         | à géolocaliser                   |                |                                              |      | Chapelle Notre-Dame-de-Grandrupt                                                                      |
| Chapelle Notre-Dame-de-Pitié de Gibeaumeix                                                            | Gibeaumeix                |         | 48° 35′ 01″ nord, 5° 43′ 56″ est |                |                                              |      | Image manquante Téléverser                                                                            |
| Chapelle Notre-Dame de Giriviller                                                                     | Giriviller                |         | 48° 26′ 43″ nord, 6° 29′ 43″ est |                |                                              |      | Chapelle Notre-Dame de Giriviller                                                                     |
| Chapelle Notre-Dame-de-l'Othain de Gondrecourt-Aix                                                    | Gondrecourt-Aix           |         | 49° 14′ 26″ nord, 5° 45′ 31″ est |                |                                              |      | Chapelle Notre-Dame-de-l'Othain de Gondrecourt-Aix                                                    |
| Chapelle Notre-Dame de Sorbeyvaux                                                                     | Grand-Failly              |         | 49° 25′ 51″ nord, 5° 32′ 28″ est |                |                                              |      | Chapelle Notre-Dame de Sorbeyvaux                                                                     |
| Chapelle Saint-Aignan de Grand-Failly                                                                 | Grand-Failly              |         | 49° 25′ 10″ nord, 5° 31′ 03″ est |                |                                              |      | Chapelle Saint-Aignan de Grand-Failly                                                                 |
| Chapelle de Petit-Xivry                                                                               | Grand-Failly              |         | 49° 26′ 31″ nord, 5° 32′ 31″ est |                |                                              |      | Chapelle de Petit-Xivry                                                                               |
| Chapelle des Vignes                                                                                   | Grimonviller              |         | à géolocaliser                   |                |                                              |      | Image manquante Téléverser                                                                            |
| Chapelle Sainte-Catherine de Baccarat                                                                 | Gélacourt                 |         | 48° 27′ 34″ nord, 6° 44′ 25″ est |                |                                              |      | Chapelle Sainte-Catherine de Baccarat                                                                 |
| Chapelle Notre-Dame-de-Bon-Secours de Hablainville                                                    | Hablainville              |         | à géolocaliser                   |                |                                              |      | Image manquante Téléverser                                                                            |
| Chapelle Sainte-Libaire de Hammeville                                                                 | Hammeville                |         | 48° 29′ 36″ nord, 6° 04′ 28″ est |                |                                              |      | Chapelle Sainte-Libaire de Hammeville                                                                 |
| Chapelle de l'orphelinat de Haroué                                                                    | Haroué                    |         | 48° 28′ 13″ nord, 6° 10′ 37″ est |                |                                              |      | Image manquante Téléverser                                                                            |
| Chapelle des princes de Beauvau-Craon                                                                 | Haroué                    |         | 48° 28′ 04″ nord, 6° 11′ 01″ est |                |                                              |      | Chapelle des princes de Beauvau-Craon                                                                 |
| Chapelle Notre-Dame-de-Bon-Secours de Haucourt-Moulaine                                               | Haucourt-Moulaine         |         | 49° 29′ 26″ nord, 5° 48′ 15″ est |                |                                              |      | Chapelle Notre-Dame-de-Bon-Secours de Haucourt-Moulaine                                               |
| Chapelle Saint-Charles de Haucourt-Moulaine                                                           | Haucourt-Moulaine         |         | 49° 30′ 38″ nord, 5° 48′ 22″ est |                |                                              |      | Image manquante Téléverser                                                                            |
| Chapelle Saint-Jacques-le-Majeur de Moulaine                                                          | Haucourt-Moulaine         |         | 49° 30′ 08″ nord, 5° 49′ 07″ est |                |                                              |      | Image manquante Téléverser                                                                            |
| Chapelle des ouvriers de la Gare                                                                      | Homécourt                 |         | 49° 13′ 04″ nord, 6° 00′ 13″ est |                |                                              |      | Chapelle des ouvriers de la Gare                                                                      |
| Chapelle Saint-Paul de la Grande Fin                                                                  | Homécourt                 |         | 49° 12′ 50″ nord, 5° 59′ 22″ est |                |                                              |      | Chapelle Saint-Paul de la Grande Fin                                                                  |
| Chapelle de Houdemont                                                                                 | Houdemont                 |         | 48° 38′ 45″ nord, 6° 10′ 33″ est |                |                                              |      | Chapelle de Houdemont                                                                                 |
| Chapelle du Sacré-Cœur d'Houdreville                                                                  | Houdreville               |         | 48° 30′ 05″ nord, 6° 05′ 49″ est |                |                                              |      | Chapelle du Sacré-Cœur d'Houdreville                                                                  |
| Chapelle du Chemin-des-Morts de Housséville                                                           | Housséville               |         | 48° 24′ 30″ nord, 6° 06′ 54″ est |                |                                              |      | Chapelle du Chemin-des-Morts de Housséville                                                           |
| Chapelle Notre-Dame-du-Rail de Jarny                                                                  | Jarny                     |         | 49° 09′ 47″ nord, 5° 52′ 16″ est |                |                                              |      | Chapelle Notre-Dame-du-Rail de Jarny                                                                  |
| Chapelle Saint-Joseph de Cité de la Mine                                                              | Jarny                     |         | 49° 08′ 51″ nord, 5° 52′ 58″ est |                |                                              |      | Chapelle Saint-Joseph de Cité de la Mine                                                              |
| Chapelle du Petit Séminaire de Site de Renémont                                                       | Jarville-la-Malgrange     |         | 48° 39′ 58″ nord, 6° 12′ 21″ est |                |                                              |      | Image manquante Téléverser                                                                            |
| Chapelle Saint-Pierre-Fourrier de la Malgrange                                                        | Jarville-la-Malgrange     |         | 48° 39′ 45″ nord, 6° 11′ 50″ est |                |                                              |      | Image manquante Téléverser                                                                            |
| Chapelle Saint-Roch de Labry                                                                          | Labry                     |         | à géolocaliser                   |                |                                              |      | Chapelle Saint-Roch de Labry                                                                          |
| Chapelle du cimetière de Laix                                                                         | Laix                      |         | 49° 26′ 34″ nord, 5° 46′ 46″ est |                |                                              |      | Chapelle du cimetière de Laix                                                                         |
| Chapelle Notre-Dame du château de Montaigu                                                            | Laneuveville-devant-Nancy |         | 48° 39′ 47″ nord, 6° 12′ 52″ est |                |                                              |      | Chapelle Notre-Dame du château de Montaigu                                                            |
| Chapelle Saint-Roch de Maréville                                                                      | Laxou                     |         | 48° 40′ 40″ nord, 6° 08′ 07″ est |                |                                              |      | Chapelle Saint-Roch de Maréville                                                                      |
| Chapelle Notre-Dame-des-Anges de Lemainville                                                          | Lemainville               |         | 48° 30′ 13″ nord, 6° 11′ 43″ est |                |                                              |      | Chapelle Notre-Dame-des-Anges de Lemainville                                                          |
| Chapelle commémorative de Remenauville                                                                | Limey-Remenauville        |         | 48° 54′ 10″ nord, 5° 54′ 27″ est |                |                                              |      | Chapelle commémorative de Remenauville                                                                |
| Chapelle Notre-Dame-du-Bel-Amour de Liverdun                                                          | Liverdun                  |         | à géolocaliser                   |                |                                              |      | Chapelle Notre-Dame-du-Bel-Amour de Liverdun                                                          |
| Chapelle Saint-Jean-Baptiste-de-La-Salle de Longuyon                                                  | Longuyon                  |         | 49° 26′ 24″ nord, 5° 36′ 19″ est |                |                                              |      | Chapelle Saint-Jean-Baptiste-de-La-Salle de Longuyon                                                  |
| Chapelle Notre-Dame-du-Mont-Carmel de Longwy-Bas                                                      | Longwy                    |         | 49° 30′ 52″ nord, 5° 46′ 00″ est | « IA00074462 » |                                              |      | Chapelle Notre-Dame-du-Mont-Carmel de Longwy-Bas                                                      |
| Chapelle de l'asile Margaine de Longwy                                                                | Longwy                    |         | 49° 30′ 53″ nord, 5° 46′ 17″ est |                |                                              |      | Chapelle de l'asile Margaine de Longwy                                                                |
| Chapelle de la maison de retraite Sainte-Thérèse de Ludres                                            | Ludres                    |         | 48° 37′ 15″ nord, 6° 09′ 45″ est |                |                                              |      | Chapelle de la maison de retraite Sainte-Thérèse de Ludres                                            |
| Chapelle de la Vierge-et-Saint-Antoine de Lunéville                                                   | Lunéville                 |         | à géolocaliser                   |                |                                              |      | Chapelle de la Vierge-et-Saint-Antoine de Lunéville                                                   |
| Chapelle de l'hôpital Saint-Jacques de Lunéville                                                      | Lunéville                 |         | 48° 35′ 22″ nord, 6° 29′ 31″ est |                |                                              |      | Chapelle de l'hôpital Saint-Jacques de Lunéville                                                      |
| Chapelle paroissiale dite de la Porte de Bosserville                                                  | Lunéville                 |         | à géolocaliser                   |                |                                              |      | Image manquante Téléverser                                                                            |
| Chapelle Saint-Charles de Lunéville                                                                   | Lunéville                 |         | à géolocaliser                   |                |                                              |      | Chapelle Saint-Charles de Lunéville                                                                   |
| Chapelle Saint-Léopold de Lunéville                                                                   | Lunéville                 |         | 48° 35′ 50″ nord, 6° 29′ 00″ est | « IA00121590 » |                                              |      | Image manquante Téléverser                                                                            |
| Chapelle Notre-Dame-de-la-Délivrance de Lunéville                                                     | Lunéville                 |         | 48° 36′ 13″ nord, 6° 27′ 24″ est |                |                                              |      | Chapelle Notre-Dame-de-la-Délivrance de Lunéville                                                     |
| Chapelle Casenove de Maidières                                                                        | Maidières                 |         | 48° 54′ 03″ nord, 6° 02′ 29″ est | « PA00106085 » | Inscrit MH                                   | 1977 | Chapelle Casenove de Maidières                                                                        |
| Chapelle Sainte-Barbe de Mainville                                                                    | Mairy-Mainville           |         | 49° 17′ 42″ nord, 5° 50′ 09″ est |                |                                              |      | Chapelle Sainte-Barbe de Mainville                                                                    |
| Chapelle du château de Maizières                                                                      | Maizières                 |         | 48° 35′ 04″ nord, 6° 03′ 43″ est |                |                                              |      | Image manquante Téléverser                                                                            |
| Chapelle de Manoncourt-en-Vermois                                                                     | Manoncourt-en-Vermois     |         | 48° 36′ 07″ nord, 6° 16′ 01″ est |                |                                              |      | Image manquante Téléverser                                                                            |
| Chapelle de la Vierge-aux-Pauvres de Marbache                                                         | Marbache                  |         | 48° 47′ 53″ nord, 6° 06′ 18″ est |                |                                              |      | Chapelle de la Vierge-aux-Pauvres de Marbache                                                         |
| Chapelle de la maison de retraite Saint-Dominique de Mars-la-Tour                                     | Mars-la-Tour              |         | 49° 05′ 55″ nord, 5° 53′ 40″ est |                |                                              |      | Chapelle de la maison de retraite Saint-Dominique de Mars-la-Tour                                     |
| Chapelle de Maxéville                                                                                 | Maxéville                 |         | 48° 42′ 43″ nord, 6° 09′ 37″ est |                |                                              |      | Chapelle de Maxéville                                                                                 |
| Chapelle Notre-Dame-de-Lourdes de Cité de Mercy-le-Bas                                                | Mercy-le-Bas              |         | 49° 23′ 41″ nord, 5° 45′ 25″ est |                | Label Architecture contemporaine remarquable |      | Chapelle Notre-Dame-de-Lourdes de Cité de Mercy-le-Bas                                                |
| Chapelle Sainte-Anne de Mercy-le-Bas                                                                  | Mercy-le-Bas              |         | 49° 23′ 04″ nord, 5° 45′ 16″ est |                |                                              |      | Chapelle Sainte-Anne de Mercy-le-Bas                                                                  |
| Chapelle Notre-Dame-de-Luxembourg de Mercy-le-Haut                                                    | Mercy-le-Haut             |         | 49° 22′ 04″ nord, 5° 49′ 40″ est | « IA00035679 » |                                              |      | Chapelle Notre-Dame-de-Luxembourg de Mercy-le-Haut                                                    |
| Chapelle Notre-Dame-de-Consolation de Boudrezy                                                        | Mercy-le-Haut             |         | 49° 22′ 12″ nord, 5° 48′ 35″ est | « IA00035687 » |                                              |      | Chapelle Notre-Dame-de-Consolation de Boudrezy                                                        |
| Chapelle Saint-Barthélemy de Merviller                                                                | Merviller                 |         | 48° 28′ 26″ nord, 6° 46′ 02″ est |                |                                              |      | Chapelle Saint-Barthélemy de Merviller                                                                |
| Chapelle Sainte-Barbe de la Côte                                                                      | Minorville                |         | 48° 48′ 56″ nord, 5° 52′ 59″ est |                |                                              |      | Image manquante Téléverser                                                                            |
| Chapelle Saint-Nicolas-et-Saint-Pierre de Moncel-sur-Seille                                           | Moncel-sur-Seille         |         | 48° 45′ 52″ nord, 6° 25′ 47″ est |                |                                              |      | Chapelle Saint-Nicolas-et-Saint-Pierre de Moncel-sur-Seille                                           |
| Chapelle de Mont-Bonvillers                                                                           | Mont-Bonvillers           |         | 49° 19′ 24″ nord, 5° 50′ 14″ est |                |                                              |      | Chapelle de Mont-Bonvillers                                                                           |
| Chapelle de la Roche                                                                                  | Montigny-sur-Chiers       |         | 49° 28′ 42″ nord, 5° 39′ 29″ est |                |                                              |      | Chapelle de la Roche                                                                                  |
| Chapelle castrale de Mousson                                                                          | Mousson                   |         | 48° 54′ 18″ nord, 6° 04′ 41″ est |                |                                              |      | Chapelle castrale de Mousson                                                                          |
| Chapelle de Lumière de Mousson                                                                        | Mousson                   |         | 48° 54′ 18″ nord, 6° 04′ 37″ est |                |                                              |      | Chapelle de Lumière de Mousson                                                                        |
| Chapelle dite des Templiers de Mousson                                                                | Mousson                   |         | 48° 54′ 14″ nord, 6° 04′ 44″ est |                |                                              |      | Chapelle dite des Templiers de Mousson                                                                |
| Ancienne chapelle Saint-Jean-Bosco de Moutiers-Haut                                                   | Moutiers                  |         | à géolocaliser                   |                |                                              |      | Ancienne chapelle Saint-Jean-Bosco de Moutiers-Haut                                                   |
| Chapelle Saint-Élophe de Moutrot                                                                      | Moutrot                   |         | 48° 36′ 11″ nord, 5° 53′ 25″ est |                |                                              |      | Chapelle Saint-Élophe de Moutrot                                                                      |
| Chapelle de la Visitation de Nancy                                                                    | Nancy                     |         | 48° 41′ 30″ nord, 6° 10′ 45″ est | « PA00106293 » | Classé MH                                    | 1916 | Chapelle de la Visitation de Nancy                                                                    |
| Chapelle de la maison de retraite Saint-Joseph de Nancy                                               | Nancy                     |         | 48° 40′ 49″ nord, 6° 11′ 47″ est |                |                                              |      | Chapelle de la maison de retraite Saint-Joseph de Nancy                                               |
| Chapelle de la Vierge et de Saint-Joseph du couvent de l'Alliance de Nancy                            | Nancy                     |         | 48° 40′ 39″ nord, 6° 10′ 47″ est | « IA54002434 » |                                              |      | Chapelle de la Vierge et de Saint-Joseph du couvent de l'Alliance de Nancy                            |
| Chapelle de l'hôpital central de Nancy                                                                | Nancy                     |         | 48° 41′ 04″ nord, 6° 11′ 25″ est |                |                                              |      | Chapelle de l'hôpital central de Nancy                                                                |
| Chapelle de l'hôpital Fournier-Maringer de Nancy                                                      | Nancy                     |         | 48° 40′ 41″ nord, 6° 11′ 26″ est |                |                                              |      | Chapelle de l'hôpital Fournier-Maringer de Nancy                                                      |
| Chapelle de l'hôpital Saint-Julien de Nancy                                                           | Nancy                     |         | 48° 41′ 15″ nord, 6° 11′ 39″ est |                |                                              |      | Chapelle de l'hôpital Saint-Julien de Nancy                                                           |
| Chapelle de l'hôpital Saint-Stanislas de Nancy                                                        | Nancy                     |         | 48° 41′ 11″ nord, 6° 11′ 12″ est |                |                                              |      | Chapelle de l'hôpital Saint-Stanislas de Nancy                                                        |
| Chapelle de l'hôtel des Missions-Royales de Nancy                                                     | Nancy                     |         | 48° 40′ 56″ nord, 6° 11′ 29″ est |                |                                              |      | Chapelle de l'hôtel des Missions-Royales de Nancy                                                     |
| Chapelle de l'institution des Jeunes Aveugles de Nancy                                                | Nancy                     |         | 48° 41′ 20″ nord, 6° 09′ 36″ est |                |                                              |      | Chapelle de l'institution des Jeunes Aveugles de Nancy                                                |
| Chapelle de la maison des orphelines de Nancy                                                         | Nancy                     |         | 48° 41′ 24″ nord, 6° 11′ 16″ est | « IA54002872 » |                                              |      | Chapelle de la maison des orphelines de Nancy                                                         |
| Chapelle de l'hôpital militaire Sédillot de Nancy                                                     | Nancy                     |         | 48° 40′ 42″ nord, 6° 09′ 47″ est |                |                                              |      | Chapelle de l'hôpital militaire Sédillot de Nancy                                                     |
| Chapelle des sœurs de l'Alliance de Nancy                                                             | Nancy                     |         | 48° 40′ 34″ nord, 6° 10′ 50″ est |                |                                              |      | Chapelle des sœurs de l'Alliance de Nancy                                                             |
| Chapelle des Sœurs-de-la-Visitation de Nancy                                                          | Nancy                     |         | 48° 41′ 34″ nord, 6° 09′ 30″ est |                |                                              |      | Chapelle des Sœurs-de-la-Visitation de Nancy                                                          |
| Chapelle Don-Bosco de Nancy                                                                           | Nancy                     |         | 48° 42′ 18″ nord, 6° 10′ 36″ est | « IA54003297 » |                                              |      | Chapelle Don-Bosco de Nancy                                                                           |
| Chapelle du Carmel de Nancy                                                                           | Nancy                     |         | 48° 41′ 36″ nord, 6° 09′ 03″ est |                |                                              |      | Chapelle du Carmel de Nancy                                                                           |
| Chapelle du chanoine Blaise de Médreville                                                             | Nancy                     |         | 48° 41′ 07″ nord, 6° 09′ 43″ est |                |                                              |      | Chapelle du chanoine Blaise de Médreville                                                             |
| Chapelle du couvent de la congrégation des Sœurs de Saint-Charles de Nancy                            | Nancy                     |         | 48° 41′ 05″ nord, 6° 11′ 06″ est |                |                                              |      | Chapelle du couvent de la congrégation des Sœurs de Saint-Charles de Nancy                            |
| Chapelle du couvent des Dominicains de Nancy                                                          | Nancy                     |         | 48° 41′ 22″ nord, 6° 11′ 16″ est | « IA54002733 » |                                              |      | Chapelle du couvent des Dominicains de Nancy                                                          |
| Chapelle du couvent des Oblats de Nancy                                                               | Nancy                     |         | 48° 40′ 55″ nord, 6° 11′ 03″ est |                |                                              |      | Chapelle du couvent des Oblats de Nancy                                                               |
| Chapelle du lycée Saint-Sigisbert de Nancy                                                            | Nancy                     |         | 48° 41′ 42″ nord, 6° 10′ 30″ est |                |                                              |      | Chapelle du lycée Saint-Sigisbert de Nancy                                                            |
| Chapelle du Noviciat des Jésuites de Nancy                                                            | Nancy                     |         | 48° 41′ 10″ nord, 6° 11′ 11″ est | « IA54003089 » |                                              |      | Chapelle du Noviciat des Jésuites de Nancy                                                            |
| Chapelle ducale Notre-Dame-de-Lorette de Nancy                                                        | Nancy                     |         | 48° 41′ 53″ nord, 6° 10′ 47″ est |                |                                              |      | Chapelle ducale Notre-Dame-de-Lorette de Nancy                                                        |
| Chapelle Sainte-Marie-Madeleine de Nancy                                                              | Nancy                     |         | 48° 41′ 10″ nord, 6° 11′ 04″ est |                |                                              |      | Chapelle Sainte-Marie-Madeleine de Nancy                                                              |
| Chapelle Saint-Jean de la commanderie Saint-Jean-du-Vieil-Aître, dite tour de la commanderie de Nancy | Nancy                     |         | à géolocaliser                   |                |                                              |      | Chapelle Saint-Jean de la commanderie Saint-Jean-du-Vieil-Aître, dite tour de la commanderie de Nancy |
| Chapelle de l'ancien hôpital Saint-Julien de Nancy                                                    | Nancy                     |         | à géolocaliser                   |                |                                              |      | Chapelle de l'ancien hôpital Saint-Julien de Nancy                                                    |
| Chapelle des Trépassés de Norroy-le-Sec                                                               | Norroy-le-Sec             |         | 49° 16′ 48″ nord, 5° 48′ 33″ est |                |                                              |      | Chapelle des Trépassés de Norroy-le-Sec                                                               |
| Chapelle Notre-Dame-de-Pitié de Noviant-aux-Prés                                                      | Noviant-aux-Prés          |         | à géolocaliser                   |                |                                              |      | Chapelle Notre-Dame-de-Pitié de Noviant-aux-Prés                                                      |
| Chapelle du cimetière de Petit-Failly                                                                 | Petit-Failly              |         | 49° 26′ 35″ nord, 5° 29′ 30″ est |                |                                              |      | Chapelle du cimetière de Petit-Failly                                                                 |
| Chapelle Saint-Nicolas de Pierre-la-Treiche                                                           | Pierre-la-Treiche         |         | 48° 38′ 33″ nord, 5° 55′ 02″ est |                |                                              |      | Chapelle Saint-Nicolas de Pierre-la-Treiche                                                           |
| Chapelle sépulcrale de Pierrepont                                                                     | Pierrepont                |         | 49° 24′ 56″ nord, 5° 42′ 46″ est |                |                                              |      | Chapelle sépulcrale de Pierrepont                                                                     |
| Chapelle Sainte-Anne de Pompey                                                                        | Pompey                    |         | 48° 45′ 54″ nord, 6° 07′ 17″ est |                |                                              |      | Chapelle Sainte-Anne de Pompey                                                                        |
| Chapelle Saint-Euchaire de Saint-Euchaire                                                             | Pompey                    |         | 48° 46′ 07″ nord, 6° 07′ 46″ est |                |                                              |      | Chapelle Saint-Euchaire de Saint-Euchaire                                                             |
| Chapelle Notre-Dame-de-Pitié de Prény                                                                 | Prény                     |         | 48° 58′ 29″ nord, 5° 59′ 52″ est |                |                                              |      | Chapelle Notre-Dame-de-Pitié de Prény                                                                 |
| Chapelle Notre-Dame-de-Pitié de Pulligny                                                              | Pulligny                  |         | 48° 32′ 37″ nord, 6° 08′ 37″ est |                |                                              |      | Image manquante Téléverser                                                                            |
| Chapelle Notre-Dame-de-Bonne-Espérance de Pulney                                                      | Pulney                    |         | à géolocaliser                   |                |                                              |      | Chapelle Notre-Dame-de-Bonne-Espérance de Pulney                                                      |
| Chapelle Saint-Roch de Bouzonville                                                                    | Puxe                      |         | 49° 09′ 08″ nord, 5° 46′ 32″ est |                |                                              |      | Chapelle Saint-Roch de Bouzonville                                                                    |
| Chapelle du château d'Adoménil                                                                        | Rehainviller              |         | 48° 33′ 53″ nord, 6° 27′ 49″ est |                |                                              |      | Chapelle du château d'Adoménil                                                                        |
| Chapelle castrale Saints-Jacques-et-Christophe de Vieux Château                                       | Richardménil              |         | 48° 36′ 00″ nord, 6° 09′ 34″ est |                |                                              |      | Chapelle castrale Saints-Jacques-et-Christophe de Vieux Château                                       |
| Chapelle de la commanderie hospitalière de Ferme de Cuite-Fève                                        | Rosières-aux-Salines      |         | 48° 34′ 35″ nord, 6° 19′ 27″ est |                |                                              |      | Image manquante Téléverser                                                                            |
| Chapelle Sainte-Odile de l'hospice civil de Rosières-aux-Salines                                      | Rosières-aux-Salines      |         | 48° 35′ 32″ nord, 6° 20′ 15″ est |                |                                              |      | Image manquante Téléverser                                                                            |
| Chapelle Sainte-Barbe de Rozelieures                                                                  | Rozelieures               |         | à géolocaliser                   |                |                                              |      | Image manquante Téléverser                                                                            |
| Chapelle du cimetière de Réhon                                                                        | Réhon                     |         | 49° 29′ 53″ nord, 5° 45′ 05″ est |                |                                              |      | Chapelle du cimetière de Réhon                                                                        |
| Chapelle de la maison de retraite de la Compassion de Saint-Firmin                                    | Saint-Firmin              |         | 48° 25′ 13″ nord, 6° 08′ 04″ est |                |                                              |      | Image manquante Téléverser                                                                            |
| Chapelle Saint-Firmin de Saint-Firmin                                                                 | Saint-Firmin              |         | 48° 25′ 14″ nord, 6° 07′ 47″ est |                |                                              |      | Image manquante Téléverser                                                                            |
| Chapelle de la base aérienne de Chambley-Bussières                                                    | Saint-Julien-lès-Gorze    |         | 49° 01′ 06″ nord, 5° 53′ 10″ est |                |                                              |      | Chapelle de la base aérienne de Chambley-Bussières                                                    |
| Chapelle Sainte-Agathe de Caulre                                                                      | Saint-Marcel              |         | 49° 07′ 52″ nord, 5° 58′ 02″ est |                |                                              |      | Chapelle Sainte-Agathe de Caulre                                                                      |
| Chapelle Notre-Dame-de-Lorette de Saint-Martin                                                        | Saint-Martin              |         | 48° 34′ 18″ nord, 6° 45′ 38″ est |                |                                              |      | Image manquante Téléverser                                                                            |
| Chapelle de Saint-Nicolas-de-Port                                                                     | Saint-Nicolas-de-Port     |         | 48° 38′ 01″ nord, 6° 18′ 02″ est |                |                                              |      | Chapelle de Saint-Nicolas-de-Port                                                                     |
| Chapelle de l'ancien couvent des Annonciades de Saint-Nicolas-de-Port                                 | Saint-Nicolas-de-Port     |         | 48° 37′ 59″ nord, 6° 18′ 12″ est |                |                                              |      | Chapelle de l'ancien couvent des Annonciades de Saint-Nicolas-de-Port                                 |
| Chapelle du couvent des Annonciades de Saint-Nicolas-de-Port                                          | Saint-Nicolas-de-Port     |         | à géolocaliser                   |                |                                              |      | Chapelle du couvent des Annonciades de Saint-Nicolas-de-Port                                          |
| Chapelle de Ton de Forêt de Ton                                                                       | Saint-Sauveur             |         | 48° 31′ 14″ nord, 7° 04′ 12″ est |                |                                              |      | Image manquante Téléverser                                                                            |
| Chapelle de l'étang de la Gagère                                                                      | Saint-Sauveur             |         | 48° 32′ 29″ nord, 6° 59′ 09″ est |                |                                              |      | Chapelle de l'étang de la Gagère                                                                      |
| Chapelle ossuaire de Saint-Supplet                                                                    | Saint-Supplet             |         | 49° 22′ 54″ nord, 5° 44′ 12″ est |                |                                              |      | Image manquante Téléverser                                                                            |
| Chapelle Sainte-Claire de Saulxerotte                                                                 | Saulxerotte               |         | 48° 28′ 04″ nord, 5° 56′ 24″ est |                |                                              |      | Chapelle Sainte-Claire de Saulxerotte                                                                 |
| Chapelle des Lumières de Sion                                                                         | Saxon-Sion                |         | 48° 25′ 52″ nord, 6° 04′ 59″ est |                |                                              |      | Chapelle des Lumières de Sion                                                                         |
| Chapelle ermitage des Clarisses de Sion                                                               | Saxon-Sion                |         | à géolocaliser                   |                |                                              |      | Chapelle ermitage des Clarisses de Sion                                                               |
| Chapelle Notre-Dame de Sion                                                                           | Saxon-Sion                |         | à géolocaliser                   |                |                                              |      | Chapelle Notre-Dame de Sion                                                                           |
| Chapelle Notre-Dame de Seranville                                                                     | Seranville                |         | 48° 27′ 38″ nord, 6° 31′ 20″ est |                |                                              |      | Chapelle Notre-Dame de Seranville                                                                     |
| Chapelle Sainte-Anne de Fleurichamp                                                                   | Sexey-aux-Forges          |         | 48° 37′ 16″ nord, 6° 01′ 31″ est |                |                                              |      | Chapelle Sainte-Anne de Fleurichamp                                                                   |
| Chapelle Guyon de Sommerviller                                                                        | Sommerviller              |         | à géolocaliser                   |                |                                              |      | Chapelle Guyon de Sommerviller                                                                        |
| Chapelle Notre-Dame-de-Walcourt de Tellancourt                                                        | Tellancourt               |         | 49° 30′ 30″ nord, 5° 38′ 10″ est | « IA00052702 » |                                              |      | Chapelle Notre-Dame-de-Walcourt de Tellancourt                                                        |
| Chapelle commémorative de Regnéville                                                                  | Thiaucourt-Regniéville    |         | 48° 54′ 34″ nord, 5° 55′ 46″ est |                |                                              |      | Chapelle commémorative de Regnéville                                                                  |
| Chapelle Sainte-Claire de Sainte-Claire (Meurthe-et-Moselle)                                          | Thil                      |         | 49° 27′ 57″ nord, 5° 54′ 36″ est |                |                                              |      | Chapelle Sainte-Claire de Sainte-Claire (Meurthe-et-Moselle)                                          |
| Chapelle Saint-Martin de Saint-Martin (Meurthe-et-Moselle)                                            | Thézey-Saint-Martin       |         | 48° 53′ 55″ nord, 6° 17′ 57″ est |                |                                              |      | Chapelle Saint-Martin de Saint-Martin (Meurthe-et-Moselle)                                            |
| Chapelle de l'abbaye bénédictine Saint-Mansuy de Toul                                                 | Toul                      |         | à géolocaliser                   |                |                                              |      | Image manquante Téléverser                                                                            |
| Chapelle du dépôt américain de la Croix de Metz                                                       | Toul                      |         | à géolocaliser                   |                |                                              |      | Image manquante Téléverser                                                                            |
| Chapelle de la Maison-Dieu de Toul                                                                    | Toul                      |         | à géolocaliser                   |                |                                              |      | Image manquante Téléverser                                                                            |
| Chapelle de Gare-le-Cou                                                                               | Toul                      |         | 48° 39′ 01″ nord, 5° 53′ 29″ est |                |                                              |      | Chapelle de Gare-le-Cou                                                                               |
| Chapelle Notre-Dame de Toul                                                                           | Toul                      |         | 48° 41′ 06″ nord, 5° 52′ 50″ est |                |                                              |      | Chapelle Notre-Dame de Toul                                                                           |
| Chapelle du couvent des Cordeliers de Toul                                                            | Toul                      |         | à géolocaliser                   |                |                                              |      | Image manquante Téléverser                                                                            |
| Chapelle Saint-Charles de Toul                                                                        | Toul                      |         | à géolocaliser                   |                |                                              |      | Chapelle Saint-Charles de Toul                                                                        |
| Chapelle templière de la Vierge-et-Saint-Jean-Baptiste de Ferme de Libdeau                            | Toul                      |         | 48° 42′ 49″ nord, 5° 55′ 11″ est |                |                                              |      | Image manquante Téléverser                                                                            |
| Chapelle ossuaire de Tucquegnieux                                                                     | Tucquegnieux              |         | 49° 17′ 49″ nord, 5° 52′ 56″ est |                |                                              |      | Chapelle ossuaire de Tucquegnieux                                                                     |
| Chapelle Saint-Georges de Praucourt                                                                   | Ugny                      |         | 49° 27′ 41″ nord, 5° 43′ 29″ est |                |                                              |      | Chapelle Saint-Georges de Praucourt                                                                   |
| Chapelle Saint-Étienne de Vacqueville                                                                 | Vacqueville               |         | 48° 28′ 17″ nord, 6° 48′ 48″ est |                |                                              |      | Chapelle Saint-Étienne de Vacqueville                                                                 |
| Chapelle de Brabois                                                                                   | Vandœuvre-lès-Nancy       |         | 48° 38′ 44″ nord, 6° 09′ 05″ est |                |                                              |      | Chapelle de Brabois                                                                                   |
| Chapelle du lycée de la Malgrange                                                                     | Vandœuvre-lès-Nancy       |         | 48° 39′ 55″ nord, 6° 11′ 45″ est |                |                                              |      | Image manquante Téléverser                                                                            |
| Chapelle Notre-Dame-des-Pauvres de Vandœuvre-lès-Nancy                                                | Vandœuvre-lès-Nancy       |         | 48° 39′ 24″ nord, 6° 09′ 21″ est |                |                                              |      | Chapelle Notre-Dame-des-Pauvres de Vandœuvre-lès-Nancy                                                |
| Chapelle Sainte-Claire de Vandœuvre-lès-Nancy                                                         | Vandœuvre-lès-Nancy       |         | 48° 40′ 32″ nord, 6° 11′ 09″ est |                |                                              |      | Chapelle Sainte-Claire de Vandœuvre-lès-Nancy                                                         |
| Chapelle Jubert de Ville-au-Montois                                                                   | Ville-au-Montois          |         | 49° 24′ 38″ nord, 5° 46′ 34″ est |                |                                              |      | Chapelle Jubert de Ville-au-Montois                                                                   |
| Chapelle de l’Exaltation-de-la-Sainte-Croix de Villers-les-Prud'hommes                                | Ville-au-Val              |         | 48° 50′ 13″ nord, 6° 08′ 25″ est |                |                                              |      | Chapelle de l’Exaltation-de-la-Sainte-Croix de Villers-les-Prud'hommes                                |
| Chapelle de Ville-sur-Yron                                                                            | Ville-sur-Yron            |         | 49° 07′ 17″ nord, 5° 51′ 43″ est |                |                                              |      | Chapelle de Ville-sur-Yron                                                                            |
| Chapelle de Notre-Dame-de-Bon-Secours-et-des-Voyageurs de Villers-la-Chèvre                           | Villers-la-Chèvre         |         | 49° 30′ 16″ nord, 5° 41′ 32″ est |                |                                              |      | Chapelle de Notre-Dame-de-Bon-Secours-et-des-Voyageurs de Villers-la-Chèvre                           |
| Chapelle de l'Asnée du Grand Séminaire de Villers-lès-Nancy                                           | Villers-lès-Nancy         |         | 48° 40′ 30″ nord, 6° 08′ 36″ est |                |                                              |      | Chapelle de l'Asnée du Grand Séminaire de Villers-lès-Nancy                                           |
| Chapelle Sainte-Jeanne-d'Arc de Villers-lès-Nancy                                                     | Villers-lès-Nancy         |         | à géolocaliser                   |                |                                              |      | Image manquante Téléverser                                                                            |
| Chapelle Sainte-Valérie de Villers-lès-Nancy                                                          | Villers-lès-Nancy         |         | 48° 39′ 35″ nord, 6° 09′ 13″ est |                |                                              |      | Chapelle Sainte-Valérie de Villers-lès-Nancy                                                          |
| Chapelle Sainte-Croix de Cantebonne                                                                   | Villerupt                 |         | 49° 27′ 33″ nord, 5° 55′ 35″ est |                |                                              |      | Chapelle Sainte-Croix de Cantebonne                                                                   |
| Chapelle Notre-Dame-de-la-Paix du bois de Fréty                                                       | Viterne                   |         | 48° 35′ 38″ nord, 6° 02′ 39″ est |                |                                              |      | Chapelle Notre-Dame-de-la-Paix du bois de Fréty                                                       |
| Chapelle du Souvenir de Vitrimont                                                                     | Vitrimont                 |         | 48° 36′ 14″ nord, 6° 27′ 22″ est |                |                                              |      | Chapelle du Souvenir de Vitrimont                                                                     |
| Chapelle Notre-Dame-de-Bon-Secours de la Gaudelle                                                     | Viviers-sur-Chiers        |         | 49° 28′ 01″ nord, 5° 37′ 22″ est |                |                                              |      | Chapelle Notre-Dame-de-Bon-Secours de la Gaudelle                                                     |
| Chapelle Notre-Dame-de-Bon-Secours de Revémont                                                        | Viviers-sur-Chiers        |         | 49° 27′ 37″ nord, 5° 38′ 01″ est |                |                                              |      | Chapelle Notre-Dame-de-Bon-Secours de Revémont                                                        |
| Chapelle Notre-Dame-de-Pitié de Voinémont                                                             | Voinémont                 |         | 48° 31′ 18″ nord, 6° 09′ 55″ est |                |                                              |      | Image manquante Téléverser                                                                            |
| Chapelle de la maison de retraite Saint-Charles de Vézelise                                           | Vézelise                  |         | 48° 29′ 05″ nord, 6° 05′ 12″ est |                |                                              |      | Image manquante Téléverser                                                                            |
| Chapelle Notre-Dame-de-la-Pitié de Xirocourt                                                          | Xirocourt                 |         | 48° 25′ 54″ nord, 6° 10′ 18″ est |                |                                              |      | Image manquante Téléverser                                                                            |
| Chapelle de Circourt                                                                                  | Xivry-Circourt            |         | 49° 21′ 09″ nord, 5° 46′ 16″ est |                |                                              |      | Chapelle de Circourt                                                                                  |